# Stethoconus
Stethoconus is een geslacht van wantsen uit de familie van de Miridae (Blindwantsen). Het geslacht werd voor het eerst wetenschappelijk beschreven door Flor in 1861.

## Soorten
Het genus bevat de volgende soorten:

- Stethoconus bimaculatus (Schouteden, 1946)
- Stethoconus cyrtopeltis (Flor, 1860)
- Stethoconus distanti (Schouteden, 1946)
- Stethoconus frappai Carayon, 1960
- Stethoconus japonicus Schumacher, 1917
- Stethoconus ocularis Linnavuori, 1995
- Stethoconus praefectus (Distant, 1909)
- Stethoconus pyri (Mella, 1869)
- Stethoconus rhoksane Linnavuori, 1995
- Stethoconus scutellaris (Schouteden, 1946)
- Stethoconus takaii Nakatani & Yasunaga, 2018
- Stethoconus y-signata (Hsiao, 1944)